# Joachim Brendel
Joachim Brendel (* 27. April 1921 in Ulrichshalben bei Weimar; † 7. Juli 1974 in Köln) war ein deutscher Offizier. Zuletzt im Range eines Hauptmanns der Luftwaffe errang er im Zweiten Weltkrieg 189 bestätigte Luftsiege.

## Militärbiografie
Brendel kam mit Beginn des Unternehmens Barbarossa im Juni 1941 als Leutnant und Rottenflieger an die Ostfront, wo er dem Jagdgeschwader 51 zugeteilt wurde. Am 29. Juni 1941, seinen vierten Feindflug, erzielte Brendel seinen ersten Luftsieg. Weitere 116 blieben ohne Abschüsse. Das Geschwader nahm in der zweiten Jahreshälfte 1941 am Vormarsch des Heeres über Bobruisk-Brjansk-Smolensk bis vor Moskau teil. Anschließend flog die 1. Staffel im Raum Ilmensee sowie später um die Schlachten bei Cholm und Demjansk. Am 31. März 1942 erzielte Brendel seinen zweiten Luftsieg. Anschließend flog Brendel bis Ende 1942 Jagdbombereinsätze (Jabo) in der I. Gruppe des Jagdgeschwader 51, wobei er zehn weitere Luftsiege errang. Im Frühjahr 1943 stiegen Brendels Abschusszahlen an. Am 24. Februar 1943 erfolgte sein 20. Abschuss, am 5. Mai 1943 stieg die Zahl auf 30 und am 10. Juni 1943 auf 40. Am 9. Juli 1943, seinen 412. Feindflug, erreichte er 50 Abschüsse. Unter anderem war er hier und seine Gruppe beim Unternehmen Zitadelle eingesetzt. Bereits am 17. Mai 1943 hatte Brendel das Deutsche Kreuz in Gold erhalten.
Am 22. November 1943 flog Brendel seinen 551. Feindflug und errang seinen 95. Luftsieg. Hierfür wurde Brendel als Oberleutnant und Staffelkapitän der 1. Staffel des Jagdgeschwaders 51 mit dem Ritterkreuz des Eisernen Kreuzes ausgezeichnet. Nach weiteren Feindflügen in der Reichsverteidigung über das Jahr 1944 hinweg, erreichte Brendel am 16. Oktober 1944 seinen 150. Luftsieg. Am 14. Januar 1945 erhielt Brendel als Hauptmann und Kommandeur der III. Gruppe des Jagdgeschwaders 51, nach nunmehr 156 Luftsiegen, das Eichenlaub zum Ritterkreuz (697. Verleihung) ausgehändigt. Am 23. Februar 1945 erzielte Brendel seinen 175. Luftsieg. Am 25. April 1945 folgte sein 189. und letzter Luftsieg.
Bei Kriegsende fungierte er als Kommandeur der III. Gruppe des Jagdgeschwaders 51. Insgesamt flog Brendel 950 Feindflüge, davon 162 Jabo-Einsätze. Die I. Gruppe des Jagdgeschwaders 51 lag im April 1945 in der eingeschlossenen Weichselniederung und wurde mit der III. Gruppe des Geschwaders vereint, um sich sodann Richtung Westen abzusetzen. Insgesamt errang Brendel 189 Luftsiege. 90 davon gegen stark gepanzerte Flugzeuge vom Typ Iljuschin Il-2. Andere Quellen benennen 88 Abschüsse der Il-2.